# Смерть (Плоский мир)
Смерть (англ. Death) — персонаж серии книг Терри Пратчетта «Плоский мир» и главный персонаж цикла «Смерть»: «Мор, ученик Смерти», «Мрачный Жнец», «Роковая музыка», «Санта-Хрякус», «Вор времени». Антропоморфная персонификация Смерти мужского рода, обитающая в своей отдельной реальности Плоского мира.

## Внешность
Смерть — скелет ростом 7 футов (210 см). Одет обычно в чёрный балахон, сотканный из абсолютной тьмы. Вообще Смерть способен менять свой облик, но непостоянство и вечная неудовлетворенность любым его проявлением у смертных вынудили его существовать в этом устоявшемся образе. Во время работы на госпожу Флитворт Смерть сменил балахон на старый комбинезон, более уместный для работы на ферме. Его глазницы пусты, но в их глубине горят крохотные синие огоньки. На его черепе застыла ухмылка.
Смерть обычно имеет при себе косу, которая выглядит вполне нормально, за исключением мерцающего голубым светом лезвия такой необычайной остроты, что сквозь него можно видеть. Это лезвие, так же, как и его меч, способно разрезать свет и звук, режет молекулы воздуха на атомы. Его режущая сила простирается далеко за границы образующего его металла. Смерть Плоского мира испытывает некоторую гордость за то, что работает косой вручную — Смерти других миров давно уже обзавелись комбайнами.
Обычные люди не позволяют себе увидеть Смерть, а потому не видят его. Однако люди сохраняют способность взаимодействовать со Смертью, если этого требует профессиональный долг. Но даже в этом случае человек потом не может понять, кого он обслужил и как получил деньги за работу. Волшебники же, ведьмы и кошки, а также некоторые маленькие дети и все умершие, и все кто может видеть в октарине — все они видят Смерть таким, какой он есть.
Голос Смерти необычайно низкий и тяжёлый, напоминающий грохот захлопывающихся свинцовых дверей в подземелье и звон погребальных колоколов. В первой книге «Цвет волшебства» автор описывает его голос всеми мыслимыми способами, которые способны передать буквы.

## Характер
Один из самых деятельных и любознательных образов смерти, которые встречаются в массовой культуре. Любит кошек, с любопытством относится к человечеству и при любой возможности старается понять его получше. Временами проявляет сентиментальные чувства к людям: удочерил спасённую им же от гибели девочку, взял в подмастерья смертного юношу, подменял Санта-Хрякуса на его посту и даже вставал на защиту всего Плоского мира. Внешне не эмоционален, хотя и обладает вполне человеческими эмоциями и даже периодически задумывается о смысле бытия.
Понимая важность и необходимость своей работы, Смерть всё же при случае перекладывает её на чужие плечи и позволяет себе небольшой отдых на просторах Плоского мира.
Любимые выражения: «справедливости нет. есть только я», «кошки — это хорошо».

## Биография
Смерть проявляет большой интерес к жизни людей и со временем стал совершать поступки, несовместимые с его профессиональной деятельностью. Сначала он обзавёлся домом и земельными угодьями, которые не привязаны к определённой точке во времени и пространстве. Свои владения Смерть создал, исходя из отрывочных представлений о виденных им когда-либо вещах. Он не способен творить, но исключительно хорош в воспроизведении уже существующих вещей. Довольно часто он воспроизводит вещи неправильно, что вызвано неверным пониманием их предназначения: так, например, в ванной комнате, созданной им, водопроводные трубы сделаны из цельного куска металла, без отверстия посередине, а полотенца — твёрдые, как камень, красиво висящие на крючках.
В последнее время Смерть начал испытывать что-то наподобие сострадания к людям. Он спас и удочерил маленькую девочку Изабель. Спустя некоторое время Смерть, по примеру людей, решил обзавестись подмастерьем и лично выбрал на ярмарке ученика Мора. Во время событий книги «Мор, ученик Смерти» Мор и Изабель поженились и у них родилась дочь Сьюзан. Таким образом, Смерть стал дедушкой.
В книге «Мрачный Жнец» Смерть некоторое время работал жнецом на ферме мисс Флитворт, назвавшись Биллом Двером. В книге «Санта-Хрякус» замещал Санта-Хрякуса во время Страшдества.
У Смерти есть лошадь по имени Бинки. Эта лошадь вполне материальна и состоит из плоти и крови. Единственное отличие в том, что она намного превосходит других лошадей размерами и цветом: слишком огромна по сравнению с нормальными лошадьми и слишком бела (настолько бела, что даже светится). Бинки может двигаться со скоростью реальности, что позволяет Смерти оказываться в любом месте практически мгновенно. Обычно она не оставляет следов, но когда Бинки скачет между реальностями, в воздухе за ним остаются светящиеся следы. Каждый месяц Смерть подковывает Бинки у кузнецов по фамилии Ягг в Овцепиках, это право передаётся кузнецами Ягг из поколения в поколение, за что они имеют славу непревзойдённых мастеров молота и наковальни.

## Профессия и навыки
Каждый день в своем доме Смерть изучает жизнеизмерители (песочные часы, отсчитывающие положенный срок существования) всего живого на Диске. Исполняя свой мрачный удел, он приходит на Диск, чтобы встретить души умерших людей, успокоить их, объяснить им ситуацию и забрать из мира живых, перерезав своей острой косой нить, связывающую их с бренными останками. В процессе этого ему часто приходится объяснять почившим бесперспективность апелляции по поводу произошедшего, а некоторым — объяснять цели их загробного существования (например, он объяснил покойному Веренсу I, коварно убитому королю Ланкра, что тот будет вынужден скитаться в мире живых в виде призрака, ожидая восстановления справедливости и воцарения на престоле королевства его законного наследника).
Несмотря на свою профессию, Смерть очень плохо разбирается в похоронных обрядах — он крайне редко встречается с людьми на кладбищах.
В первых книгах о Плоском мире Пратчетт упомянул, что за простыми смертными Смерть самолично является очень редко, для этого у него есть подручные, его заменяющие, исключение составляют только лишь волшебники и ведьмы. Хотя практически в каждой книге Смерть посещает простых смертных.
Сверхъестественное владение косой дает Смерти также надёжную профессию в мире живых, когда он вынужден там появиться, в виде простого (не Мрачного) жнеца. Работая в поле, Смерть скашивал каждую травинку по отдельности, при этом скорость работы всё равно была фантастической.
Владеет великолепными навыками езды на самых фантастических скакунах.
Также обладает хорошими кулинарными способностями, причём готовит с феноменальной скоростью, так как «время не имеет значения». В книге «Мор, ученик Смерти» Смерть даже трудоустраивался поваром.
Крайне неудачлив в азартных играх, в которые смертные ему иногда предлагают сыграть, поставив на кон душу, за которой Смерть явился. При этом демонстрирует настолько хорошие навыки в стрельбе из лука, игры в бильярд и дартс, что ему приходится специально промахиваться.

## Обряд АшкЭнте
Когда волшебникам нужна какая-то достоверная информация, они проводят так называемый Обряд АшкЭнте — вызывают Смерть для разговора. Считается, что он знает обо всём на Диске и никогда не лжёт. Смерть не может не прийти, если его вызывают таким образом. Сначала церемония проведения обряда была сложной, торжественной и мрачной, но со временем она надоела как волшебникам, так и самому Смерти, и теперь для проведения ритуала достаточно нескольких минут, двух брусочков дерева и четырёх кубиков мышиной крови. Позже был открыт ещё более простой вариант проведения обряда АшкЭнте — с помощью сырого яйца (упоминается в книгах «Мрачный Жнец», «Роковая музыка»).
Поскольку Смерть несколько раз за отрезок времени, известный читателям, переставал выполнять свои обязанности, с помощью обряда АшкЭнте в этих случаях вызывали не его, а Мора («Мор — ученик Смерти»), Сьюзан («Роковая музыка») и даже Аудитора реальности («Мрачный Жнец»).
Альберто Малих пробовал провести обряд «наоборот», надеясь в результате избежать встречи со Смертью и стать бессмертным. Однако вместо этого в результате обряда он сам попал во Владения Смерти. Впрочем, поскольку в доме Смерти время не течёт по-настоящему, фактически он получил бессмертие (стареет только при необходимости возвращаться на Диск, см. ниже).

## Родственники и коллеги
- Изабель — приёмная дочь («Мор, ученик Смерти»). Настоящие родители Изабель погибли, пересекая Великий Неф, и Смерть, по словам самой Изабель, «подумал жалость» к ней и забрал к себе.
- Мортимер — подмастерье Смерти, впоследствии его зять. Был нанят им на работу в канун Дня Всех Пустых на ярмарке в Овцекряжье. После обучения некоторое время работал вместо Смерти, но вызвал нарушение в ходе истории, после чего сразился со Смертью, был побеждён, но пощажён. Впоследствии женился на Изабель и получил титул герцога Сто Гелитского.
- Сьюзан Сто Гелитская — внучка Смерти, дочь Мора и Изабель. Обладает многими сверхъестественными способностями, унаследованными от деда, в частности: может останавливать время, видеть антропоморфические сущности (страшилы, Смерть и т. д.), свободно перемещаться в пространстве, проходить сквозь стены и т. д. Всё время стремится стать нормальным человеком, но по различным причинам ей часто приходится заменять деда на работе или выполнять другие сверхъестественные поручения.
- Смерть Крыс и Смерть Блох — составные части Смерти (Мрачный Жнец). Во время смещения Смерти с поста образовались отдельные Смерти для каждого вида живых существ, кроме человека. По восстановлении в должности Смерть снова объединил в себе их всех за исключением Смерти Крыс и Смерти Блох — к первому он успел привязаться, а за второго вступился сам Смерть Крыс. Смерть Крыс представляет собой крошечную фигурку в виде крысиного скелета, затянутого в балахон, с миниатюрной косой, с которой он является своим испускающим дух крысам. В отличие от Мрачного Жнеца, ходит пешком, но при необходимости — подсаживается к Смерти. Известен патологическим шкодничеством в адрес кошек. Любимые (они же — единственные) выражения: «писк» и «сн-сн-сн!» (крысиное хихиканье). Для общения с Альбертом и Сьюзан пользуется услугами переводчика — говорящего ворона, который периодически выступает в роли транспорта Смерти крыс. Про Смерть Блох известно только то, что он крошечный.
- Новый Смерть — был выдвинут на место Смерти во время его отсутствия. Существовал очень недолго. Сразился со Смертью, был побеждён и уничтожен. В отличие от старого Смерти, носил корону, имел соответствующий характер и, возможно, решил заменить косу на недавно изобретённый на Плоском мире комбайн.
- Азраил — Тот, Кто Притягивает К Себе Всё И Вся, Смерть Вселенных, начало и конец времени. Смерть является его воплощением.
- Альберто Малих — слуга Смерти. В прошлом — Великий Маг, основатель Незримого Университета. Провёл Обряд АшкЭнтэ «наоборот», надеясь стать бессмертным, но вместо этого попал во Владения Смерти. Там Альберт не стареет и служит Смерти уже тысячи лет. В его жизнеизмерителе, по его словам, песка осталось лишь на «девяносто один день, три часа и пять минут» реальной жизни, а после событий в книге «Роковая музыка» вообще 34 секунды, поэтому Альберт старается поменьше возвращаться на Диск, а если ему и приходится покинуть дом Смерти ради каких-либо важных дел в мире живых, торопится вернуться обратно. Большой ценитель холестерина.
- Всадники Абокралипсиса: Голод, Чума, Война и Хаос — несколько раз неудачно собирались для конца света, вместо этого лишь сыграв в карты. Во время одной из таких сходок у них увели лошадей, в результате, вместо намеченного Апокалипсиса произошёл Абокралипсис, который «Всадники» встретили беспробудной пьянкой в придорожном трактире.

## Книги
Смерть присутствует практически во всех книгах, но как главный герой он впервые действует в книге «Мор — ученик Смерти». Далее основная сюжетная линия с его участием проходит через книги «Мрачный Жнец», «Роковая музыка», «Санта-Хрякус», «Вор времени».
Часто при эпизодическом появлении Смерти (одна-две реплики) прямо не указано, что герои встречаются именно с ним — читатели узнают его по голосу, который на письме в русских изданиях передаётся ЗАГЛАВНЫМИ БУКВАМИ, тогда как в оригинале Смерть говорил капителью.

## Экранизации и адаптации
В экранизациях произведений Терри Пратчетта этого персонажа играли и озвучивали актёры:
- Марникс ван дер Брёке («Санта-Хрякус»);
- Иэн Ричардсон (озвучивание в фильме «Санта-Хрякус»);
- Кристофер Ли (озвучивание в фильме «Цвет волшебства» и мультфильме «Вещие сестрички»);
- Джеффри Уайтхэд (озвучивание в радиопостановке «Морт» для Радио Би-би-си).